# Pterostichus adoxus
Pterostichus adoxus är en skalbaggsart som beskrevs av Thomas Say 1823. Pterostichus adoxus ingår i släktet Pterostichus och familjen jordlöpare. Inga underarter finns listade i Catalogue of Life.